# Volksverein für das katholische Deutschland

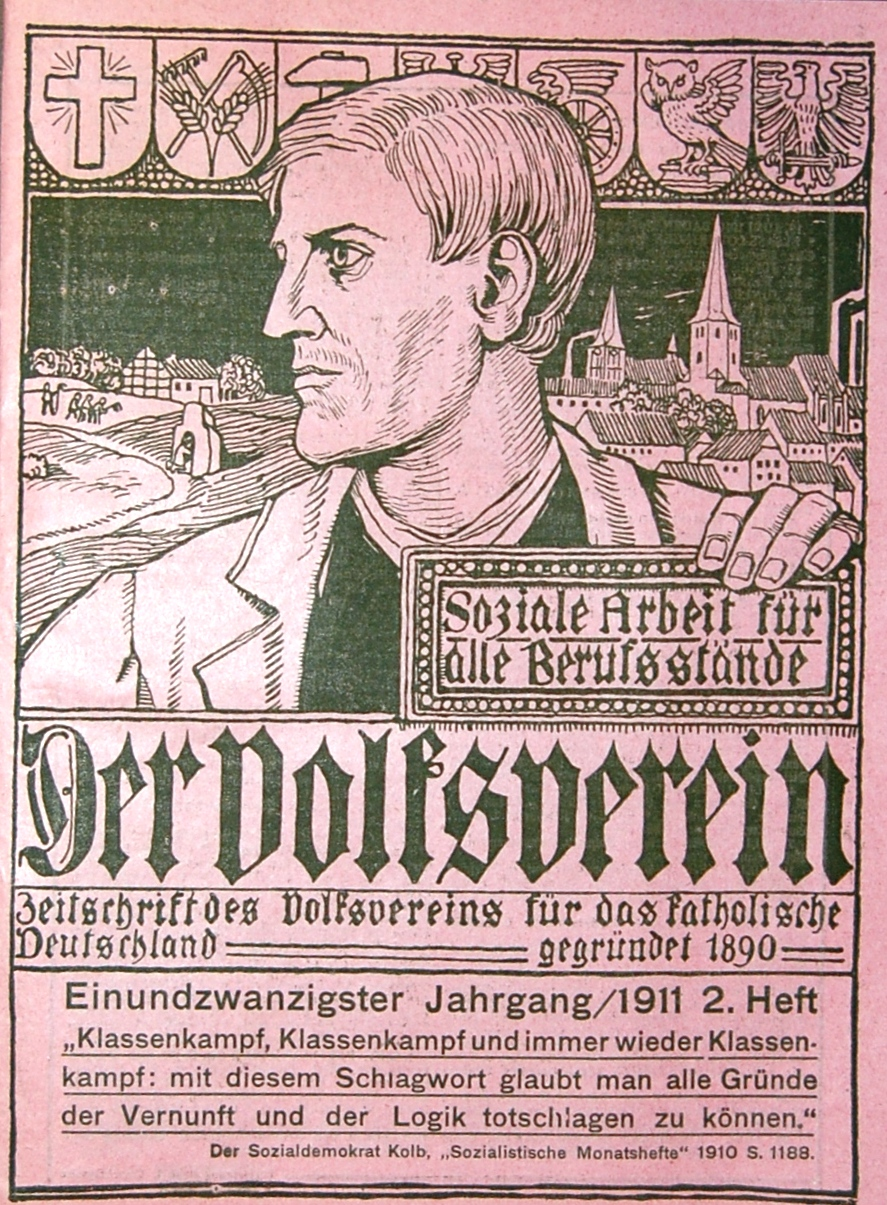
Titelseite der Zeitschrift: Der Volksverein. Zeitschrift des Volksvereins für das katholische Deutschland Heft 2/1911

Der Volksverein für das katholische Deutschland wurde am 24. Oktober 1890 von dem  Mönchengladbacher Unternehmer Franz Brandts und dem katholischen Geistlichen Franz Hitze unter maßgeblicher Beteiligung der Zentrumspolitiker Ludwig Windthorst und Franz von Ballestrem gegründet und beruhte auf christlich-sozialen Ideen. Nach ursprünglicher Gründung in Köln beschlossen die Gründungsmitglieder, die Zentralstelle des Volksvereins nach Mönchengladbach, dem Wohnort des ersten Vorsitzenden Franz Brandts, zu verlegen. Bedeutende Politiker wie Helene Weber wurden durch den Volksverein wesentlich beeinflusst und engagierten sich darin.

## Ziele und Tätigkeit
Der Verein sollte durch breit angelegte Erwachsenenbildung der sozialdemokratischen Weltanschauung entgegenarbeiten. Die Vereinsleitung  versuchte zunächst durch das gesprochene Wort, Vorträge, Versammlungen und durch Arbeitsgemeinschaften wie Kurse, Lehrgänge und Übungen, das Problem der Volksbildung zu lösen. Später wirkte der Volksverein auch durch Flugblätter, Zeitschriften und Bücher an diesem Ziel, die millionenfach verbreitet wurden. Der praktischen Arbeit in Kursen und Arbeitsgemeinschaften diente das Volksvereinshaus in Paderborn. Der Volksverein bildete hier und in Mönchengladbach zahlreiche Führer der katholischen Arbeitervereine, christlichen Gewerkschaften und von Handwerkerverbänden aus, von denen viele später als Gewerkschaftssekretäre und Politiker dazu beitrugen, dass vor allem soziale Fragen verstärkt vom Zentrum aufgegriffen wurden und diese Wählerschichten beim Zentrum gehalten werden konnten. Der Volksverein diente im Kaiserreich de facto als Ersatz für die vielfach mangelhafte bis fehlende Organisation der Zentrumspartei.
Der niedrige Jahresbeitrag von 1 Reichsmark förderte das Zustandekommen eines Massenvereins. Auf seinem  Höhepunkt kurz vor dem Ersten Weltkrieg hatte er 805.000 Mitglieder und 15.000 ehrenamtliche Helfer. Vor allem die Volksvereinsbüros mit ihren Hilfestellungen bei allen Fragen rund um die sozialen Gesetze und bei Behördenprobleme sorgten wie die zahllosen Versammlungen zu politischen, religiösen, sozialen und medizinischen Fragen für eine außerordentlich große Wirksamkeit des Vereins in der katholischen Bevölkerung. Da der Volksverein aber auch dazu beitrug, das katholische Vereinswesen zu demokratisieren, Laien ausbildete und deren Selbstbewusstsein steigerte sowie im Zentrums- und Gewerkschaftsstreit eindeutig Position zugunsten der öffnungswilligen Kräfte bezog, behinderten einige Bischöfe das Wirken des Vereins in ihren Diözesen. So lagen die Schwerpunkte des Volksvereins im Ruhrgebiet, im Rheinland, in Westfalen und im Emsland, wohl der Hochburg des Vereins auf Reichsebene.

## Organisation
Die wissenschaftliche und organisatorische Arbeit wurde in der Zentralstelle des Volksvereins in Mönchengladbach geleistet. Sie wurde unterstützt durch die sozialwissenschaftliche Bibliothek des Volksvereins, ebenfalls in Mönchengladbach, die mit 74.000 Bänden und 420 laufenden Zeitschriften eine der größten sozialwissenschaftlichen Büchereien Europas war.
Die der Zentralstelle angeschlossene so genannte Lichtbilderei GmbH stellte für alle Gebiete des Wissens, Bildung und Unterhaltung, vorbildliche Lichtbildserien her. Ein Kreis von erprobten Fachleuten leitete die Herausgabe von gemeinnützigen Schriften für Landwirtschaft, Gartenbau, Haushalt und Körperpflege. Alle Verlagswerke wurden in einer eigenen, für die Zeit modern eingerichteten Druckerei hergestellt. Sie druckte auch die vielen Zeitschriften, welche vom Volksverein herausgegeben wurden. Dem riesigen weitverzweigtem Unternehmen gliederten sich mehrere Verlage, Buchhandlungen und Kunstwerkstätten an.
Zu den Apologeten und Autoren der Mönchengladbacher Zentrale gehörte ab 1909 Anton Heinen.

## Krise während der Weimarer Republik
Nach der Revolution von 1918 nahm der Volksverein noch einen kurzfristigen Aufschwung durch den Kampf gegen die kirchen- und religionsfeindlichen ersten Erlasse des USPD-Ministers Adolph Hoffmann, doch anschließend nahm die große Massenwirksamkeit, die der Verein im Kaiserreich besessen hatte, ab, um erst in den Krisenjahren der Weimarer Republik wieder zu erstarken. Viele Führer des Volksvereins, so der Leiter und langjährige Arbeitsminister Heinrich Brauns, waren als Fachleute für die Zentrumspartei in die Politik gegangen. Die Ausbildung von Führungskräften hatte dazu geführt, dass zahlreiche neue katholische Vereine entstanden bzw. aufblühten und dem Volksverein die Mitglieder und örtlichen Leiter nahmen, zumal diese zugleich alte Funktionen des Verbandes übernahmen. In vielen Regionen baute die Zentrumspartei eine eigene Organisation auf, so dass hier diese bisherige Arbeit des Volksvereins überflüssig wurde. Anderswo etwa im Sauerland übernahmen die christlichen Gewerkschaften zunehmend die Bildungsaufgaben des Vereins. Auch finanzielle Probleme durch Inflation und Missmanagement in der Zentrale kamen hinzu. Neues Leben kam durch den Kampf gegen den Radikalismus, besonders gegen die Nationalsozialisten, in den Verein. Beispielsweise wurden seit 1932 im Emsland zahlreiche Ortsgruppen wieder belebt und viele neue Mitglieder geworben.

## Verbot und Nachleben
Bevor der Verein 1933 wegen Insolvenz aufgelöst wurde, hatte der Volksverein über 6000 Ortsgruppen in Deutschland. Die umfangreiche Bücherei des Volksvereins konnte gerettet werden und wurde der Stadtbücherei Mönchengladbach angegliedert.
Wegen der Veräußerung des Volksvereins-Verlages an die Carolus-Druckerei kam es zu den Volksvereins-Prozessen.
Die Ideen des Volksvereins wurden zum Leitgedanken für christliche Sozialarbeit. An dieser Tradition knüpfte nach dem Nationalsozialismus unter anderem der Volksverein Mönchengladbach an.